# Déborah Lukumuena
Déborah Lukumuena (Villeneuve-Saint-Georges, 4 dicembre 1995) è un'attrice francese, nota per il suo ruolo nel film del 2016 Divines, per il quale ha vinto il César Award come migliore attrice non protagonista, diventando la prima donna di colore e la più giovane vincitrice in questa categoria e nel gennaio 2017 ha vinto il Premio Lumière per la migliore promessa femminile.

## Filmografia parziale

### Cinema
- Divines (2016)
- Girl (2023)

## Riconoscimenti
- 2017 – Premio César
  - migliore attrice non protagonista
- 2017 – Premio Lumiere
  - Miglior promessa femminile